# Alex Antônio de Melo Santos
Alex Antônio de Melo Santos, noto più semplicemente come Alex (Diamantina, 16 aprile 1983), è un ex calciatore brasiliano, di ruolo difensore.